# Lijst van personen uit Deurne (Nederland)
Deze lijst betreft bekende personen afkomstig uit de Nederlandse gemeente Deurne (Nederland).

## Acteurs
- Ton Keunen (1968), acteur

- Marjolein Teepen (1980), musicalactrice

## Beeldend kunstenaars en architecten
- Hub van Baar (1894–1982), kunstenaar
- Gerrit van Bakel (1943–1984), kunstenaar
- Michiel van Bakel (1966), beeldend kunstenaar
- Willie Berkers (1950), kunstschilder
- Jos Deltrap (1909–1973), architect
- Lucas Gassel (ca. 1490 – 1568 of 1569), kunstschilder
- Rini Hurkmans (1954), kunstenaar

- Erik van Lieshout (1968), kunstenaar
- Willi Martinali (1914–1983), kunstenaar
- Otto van Rees (1884–1957), schilder
- Cor Roffelsen (1889–1958), architect
- Jan van de Waterlaat (1939–1995), kunstenaar
- Friso Wiegersma (1925–2006), kunstenaar
- Hendrik Wiegersma (1891–1969), medicus-pictor (arts-schilder)
- Pieter Wiegersma (1920–2009), kunstenaar

## Bestuur en adel
- Agatha Alewijn (1721–1801), vrouwe van Deurne
- Hendrik van Baar (1827–1878), burgemeester van Deurne
- Rutger Bangeman Huygens van Löwendal (1805–1885), heer van Vlierden
- Johannes Casper van Beek (1877–1951), burgemeester van Deurne
- Rutger van Boetzelaer (1472–1545), heer van Deurne
- Odi Bouwmans (1944-2020), burgemeester van Helvoirt en Boxmeer
- Arnoldus van Bussel (1786–1860), burgemeester van Vlierden
- Louis Caesteker (1649–1710), schout van Deurne
- Johan de Cassemajor (1669–1720), schout van Deurne
- Pero de Cassemajor (1679–1745), schout van Deurne
- Balthasar Coymans (1699–1759), heer van Deurne
- Gerard Daandels (1946), burgemeester van Liempde, Mill en Deurne
- Claes Claesz. van Doerne (1500–1578), schout van Deurne
- Everard van Doerne (ca. 1385 – vóór 1462), edelman
- Everard van Doerne (ca. 1465 – 1526), heer van Deurne
- Gevard van Doerne (ca. 1360 – ca. 1408), leenman van de hoge jurisdictie en edelman
- Gevard van Doerne (ca. 1305 – voor 1350), heer van Deurne
- Gevard van Doerne (circa 1355 – circa 1427), heer van Deurne
- Gevart Gevarts van Doerne (circa 1440 – 1506), schout van Deurne
- Hendrick van Doerne (circa 1435 – 1508), edelman
- Hendrick van Doerne (ca. 1500 – 1545), geestelijke, en heer van Deurne
- Jan van Doerne (circa 1395 – ná 1462), heer van Deurne (15e eeuw)
- Jan van Doerne (vóór 1508 – 1606), heer van Deurne (16e eeuw)
- Willem van Doerne (ca. 1330 – voor 1381), heer van Deurne
- Pieter van Dousborgh († 1846), heer van Vlierden
- Henriëtte Marie Rudolphine Fagel, titulair vrouwe van Deurne
- Pieter Fransen (1770–1841), burgemeester van Vlierden
- Godefridus Marcelis Frencken (1818–1907), burgemeester van Vlierden en Asten
- Jan van Gemert († na 1667), schout van Deurne
- Ton van Genabeek (1929), burgemeester van Deurne
- Adrianus Gijzels (1871–1926), burgemeester van Vlierden en Sittard
- Michiel Henrick Goloffs (1615–1678), waarnemend schout van Deurne
- Hendrik Goossens (1792–1856), burgemeester van Vlierden
- Jan Mathias Goossens (1887–1970), burgemeester van Oploo
- Frans Hoebens (1914–1977), burgemeester van Deurne
- Johan François Godefrois Huyn van Geleen, heer van Deurne
- Herman van Hulten (1885–1979), burgemeester van Vlierden
- Nellie Jacobs-Aarts (1942–2018), burgemeester van Mierlo, Cranendonck en Drimmelen, gedeputeerde van Noord-Brabant

- Jan Janssens (1870–1952), burgemeester van Vlierden
- Broers en zussen Joosten (1823–1884), heren en vrouwen van Vlierden
- Klaas Laan (1862–1932), burgemeester van Deurne
- Antoni La Forme (1685–1775), schout van Deurne
- Willem de Lamargelle (ca. 1590 – na 1651), heer van Deurne
- Robert Lambooij (1904–1992), burgemeester van Deurne
- Johan van Leefdael, heer van Deurne
- Rogier van Leefdael (1617–1699), heer van Deurne
- Arnoldus van Loon (1861–1939), heer van Vlierden
- Peter Maas (1953-2023), burgemeester van Sint-Oedenrode
- Ywan de Mol (vóór 1407–1470), heer van Deurne
- Andries Hubertus van de Mortel (1835–1863), burgemeester van Deurne
- Jan Willem van de Mortel (1751–1840), schout van Deurne
- Jan Willem van de Mortel (1795–1863), burgemeester van Deurne
- Petrus Antonius van de Mortel (1830–1895), burgemeester van Deurne
- Martinus Oliemeulen (1877–1907), burgemeester van Vlierden
- Carel Lodewijk van Riet (1813–1880), notaris, heer van Vlierden
- Gerrit van Riet (1776–1850), notaris, burgemeester van Deurne en Vlierden
- Lambert Roefs (1894–1960), burgemeester van Deurne
- Alphons Sassen van Vlierden (1844–1907), heer van Vlierden
- Jan Smeets (1939), burgemeester van Deurne
- Ferdinand François baron de Smeth (1887–1939), kasteelheer
- Henri baron de Smeth, heer van Deurne
- Theodore baron de Smeth (1855-1924), heer van Deurne
- Theodore baron de Smeth van Deurne (1919-1988), titulair heer
- Theodorus baron de Smeth (1779-1859), heer van Deurne
- Theodorus de Smeth (1710-1772), heer van Deurne
- Gerardus Sulyard (1691–1730), heer van Deurne
- Henrick Taije (1430–1508), heer van Deurne
- Jan Taije (1495–1519), heer van Deurne
- Lodewijk Wijchel (1725–1798), schout van Deurne
- Willem Wijnen (1881–1972), raadslid en wethouder te Deurne
- Otto de Visschere (1612–1671), secretaris, heer van Vlierden
- Hendrick van Wintelroy (1635–1697), schout van Deurne
- Wolfaart Evert van Wittenhorst (1575–1619), heer van Deurne
- Margreta van Wittenhorst (1604–1654), vrouwe van Deurne

## Industriëlen
- Jan Bekkers (1920–2003), industrieel uit de voedingsindustrie
- Heinrich Cerfontaine (1892–1957), gieter van gipsen heiligenbeelden
- Hub van Doorne (1900–1979), mede-oprichter van DAF en mecenas te Deurne

- Martien van Doorne (1932–2006), ondernemer
- Wim van Doorne (1906–1978), mede-oprichter van DAF
- Lambertus te Strake (1894–1991), textielfabrikant

## Literators, wetenschappers en medici
- Frans Babylon (1924–1968), pseudoniem van Frans Obers, dichter
- Antoon Coolen (1897–1961), schrijver
- Jan Hanlo (1912–1969), dichter
- Wim van Heugten (1913–1999), journalist/dichter
- Leon van Kelpenaar (1930–1951), pseudoniem van Leo Obers, dichter
- Tij Kools (1937–2016), schrijver, uitgever en publicist

- Toon Kortooms (1916–1999), schrijver
- Jan Floris Martinet (1729–1795), wetenschapper, dominee en schrijver
- Kees Middelhoff (1917–2007), schrijver en journalist
- Hendrik Ouwerling (1861–1932), journalist/historicus
- Joannes Reddingius (1873–1944), dichter
- Natascha Slijpen (1973–2007), schrijfster
- Jan Sloots (1928–2007), dichter en schilder
- Anna Terruwe (1911–2004), psychiater
- Erik Vink (1951), toneelschrijver
- Peter Vink (1917–1994), schrijver en acteur

## Musici
- Jules de Corte (1924–1996), zanger
- Wouter Jaspers (1985), geluidskunstenaar
- Martien Maas (1963), dirigent
- Nadja Nooijen (1978), zangeres

- Aaltje Noordewier-Reddingius (1868–1949), klassiek zangeres
- Jan van Ooij (1930–2005), muzikant
- Benedictus Roefs (1828–1871), muzikant
- Eric Swiggers (1968), componist
- Sander Teepen (1981), dirigent

## Religieuzen
- Simon Buis (1892–1960), pater SVD
- Henricus Geurtjens (1875–1957), missionaris

- Gerard Jacobs (1624–1684), pastoor
- Hendrik Roes (1864–1941), kapelaan en pastoor

## Sporters
- Frank van Bakel (1958), veldrijder
- Piet Fransen (1919–1987), voetballer
- Yara Kastelijn (1997), wielrenster en veldrijdster
- Aniek Nouwen (1999), voetbalster
- Carla Nouwen (1986), tafeltennisster

- Sanne van Paassen (1988), wielrenster en veldrijdster
- Luuk Vosselman (2004), voetballer
- Bas Wijnen (1980), voetballer
- Ilse van der Zanden (1995), voetbalster

## Overig
- Cas Baas (1928–2007), militair
- Geert van den Boomen (1928–2003), verenigingsman en initiator van Europese contacten

- Pietje Munsters (1840–1910), bekend slachtoffer van een misdrijf en romanpersonage
- Grard Sientje (1893–1978), kluizenaar
- Rian Vogels (1970), politica